# Дионисий (Лукин)
Епископ Дионисий (в миру Михаил Александрович Лукин; 2 мая 1911, Севастополь, Таврическая губерния — 23 февраля 1976, Роттердам, Голландия) — епископ Русской православной церкви, епископ Роттердамский, викарий Брюссельской епархии.

## Биография
Отец — Александр Петрович Лукин (1883—1946) — капитан 2-го ранга, служил на Черноморском флоте, участник Первой мировой войны и Белого движения, писатель-маринист.

### Учёба и начало пастырского служения
В 1920 году семья Лукиных эмигрировала в Константинополь, затем переехала во Францию. Окончил Русскую гимназию в Париже, учился на филологическом факультете Сорбонны.
В своей речи при наречении его во епископа Роттердамского от отмечал: «Я … получил поверхностное религиозное воспитание. Мой приход к Церкви был следствием внутреннего переворота и вполне сознательного обращения к Богу, которое совершилось в дни моей юности, и с тех пор я решил посвятить свою жизнь служению Богу, стремясь при этом к монашеству».
Окончил Свято-Сергиевский православный богословский институт в Париже (1935). Был духовным сыном протоиерея Андрея Сергиенко.
1 марта 1935 года был пострижен в монашество, с 3 марта 1935 года — иеродиакон, с 10 марта 1935 года — иеромонах. Был вторым священником прихода в Аньере под Парижем, исполнял обязанности настоятеля православного храма во Флоренции. Весной 1936 года исполнял пастырские обязанности при женской обители Воскресения Христова в Розуа-ан-Бри (в окрестностях Парижа).

### Священник в Голландии
В мая 1936 года направлен настоятелем прихода в Гаагу вместо скончавшегося священника Алексия Розанова. По воспоминаниям Евлогия (Георгиевского): «До назначения иеромонаха Дионисия (Лукина) приход в Гааге был малочисленный, слабый, жизнь в нём едва-едва теплилась. О. Дионисий, молодой пастырь, энергичный, ревностный, был глубоко потрясён картиной духовной запущенности и омертвения, когда в праздник Вознесения Господня в церковь пришли только… три человека!».
Получив образование во Франции, он пытался ввести французскую традиции в работу с молодёжью и прихожанами в гаагской церкви: открыл катехизаторские курсы для молодых, проводил ежедневные беседы на богословские темы со взрослыми, создал благотворительный фонди читал лекции нидерландцам о Православии. В 1947 его лекции были изданы под названием «Русское Православие»; книга несколько раз переиздавалась, прочитав её, многие голландцы познакомились с православной культурой. Благодаря деятельности иеромонаха Дионисия увеличилось число прихожан гаагской церкви. Он ввёл всенощные бдения по субботам (до него службы проходили только по воскресеньям).
По его инициативе храм был перенесён в новое здание. По воспоминаниям митрополита Евлогия (Георгиевского): «Для возрождения прихода он решил во что бы то ни стало устроить особый храм, отделив церковь от квартиры настоятеля… Для этого надо было перестроить домик консьержа у входа в церковный сад. Впоследствии в конце 1937 года о. Дионисий свой план осуществил. Поначалу денег не было. О. Дионисий принялся усердно собирать пожертвования; на его призыв живо откликнулись не только русские (их было мало, и они бедны), но и наши голландские друзья — протестанты, старокатолики… Нашёлся очень хороший русский архитектор, из голландцев, живших в России; он сделал удобный и красивый план приспособления домика под храм». Первый камень в основание будущего храма был заложен 3 июня 1937 года. 12 декабря того же года состоялось торжественное освящение храма во имя святой Марии Магдалины, на котором присутствовали митрополит Евлогий (Георгиевский), из Парижа, и архиепископ Александр (Немоловский) из Брюсселя.
В 1938 года в церкви Марии Магдалины иеромонах Дионисий крестил первых 2 нидерландцев, В 1940 года под его влиянием в Православие пере шли бенедиктинские послушники Иаков (Аккерсдайк) и Адриан (Корпорал).
В начале 1940 года приходский совет решил эвакуировать в Великобританию все драгоценности храма, в том числе позолоченное Евангелие Петра I, гобелен, вышитый Анной Павловной, золотую дарохранительницу Киево-Печерской лавры, золотую чашу с камнями. Во время второй мировой войны иеромонах Дионисий укрывал в церкви многих преследуемых немецкими властями, среди которых были нидерландцы, евреи и советские граждане. Он дал многим евреям свидетельства о крещении, прятал их в церкви (в ризнице за алтарём, куда запрещал проходить немецким патрульным).
С 27 декабря 1940 по 9 апреля 1942 года несмотря на запрет и аресты иеромонах Дионисий посещал группу советских военнопленных в лагере недалеко от Амерсфорта до расстрела заключенных. Сам Дионисий по доносу об измене был подвергнут жестоким пыткам.
В 1944 году иеромонах Дионисий получил благословение использовать нидерландский язык за богослужением. Он сделал один из первых переводов православной литургии на нидерландский язык, предназначенный для богослужений, а также перевёл молитвослов.
В 1945 году, после окончания второй мировой войны, иеромонах Дионисий вместе с другими священниками русских православных приходов в Западной Европе во главе с митрополитом Евлогием (Георгиевским) воссоединился с и принял гражданство СССР. Это привело к расколу в гаагском приходе. Многие прихожане оставили приход и создали приход во имя Воскресения Христова в подчинении РПЦЗ. Этот приход окормлял прибывший из Брюсселя протоиерей Василий Давыдович, который также духовно опекал другие приходы РПЦЗ в Нидерландах.
В 1948 году был создан приход святой Марии Египетской в домовом помещении в центре Амстердама на улице Мёйдерстрат. В 1948-1974 это была единственная русская православная церковь в городе. В начале 1950-х годов сложился приход в честь Покрова Пресвятой Богородицы в Арнеме, прихожанами которого сначала были преимущественно переселенцы из немецких трудовых лагерей, а затем беженцы из социалистических Китая (главным образом из Шанхая) и Югославии (изначально богослужения совершались в здании старокатолического храма, затем был приобретён жилой дом, в котором обустроена и в 1956 освящена церковь, действующая и в настоящее время. В первой половине 1950-х годов службы РПЦЗ также совершались в Зволле и в провинции Зеландия, но к 1955 году они прекратились из-за немногочисленности прихожан, которые стали посещать арнемский приход, численность которого возросла до 40 человек.
В 1948 году иеромонах Дионисий создал новый приход в Роттердаме для женщин, депортированных с территории СССР в немецкие рабочие лагеря и оставшихся после войны на Западе. Приход был назван в честь иконы Божией Матери «Скоропослушница», полученной иеромонахом Дионисием в дар от отшельника иеросхимонаха Константина из Южной Индии ещё до начала второй мировой войны.
С 1948 года иеромонах Дионисий служил в двух приходах, но в 1957 году окончательно оставил гаагский приход. Для первых служб в роттердамском приходе он арендовал помещение в балетной школе. В 1957 году появилась возможность совершать богослужения в небольшом храме, посвященном святителю Николаю Чудотворцу.
С 1959 года — настоятель храма в честь иконы Пресвятой Богородицы, именуемой «Скоропослушница», в Роттердаме и храма во имя святителя Николая в Хаарлеме. Был благочинным православных приходов Московского Патриархата в Голландии.

### Епископ
20 марта 1966 года в трапезном храме Троице-Сергиевой лавры хиротонисан во епископа Роттердамского, викария архиепископа Брюссельского и Бельгийского Василия (Кривошеина). Хиротонию совершали: Патриарх Алексий I, митрополит Ленинградский и Ладожский Никодим (Ротов), архиепископы Брюссельский и Бельгийский Василий (Кривошеин), архиепископ Новгородский и Старорусский Сергий (Голубцов), епископы Дмитровский Филарет (Денисенко), епископ Волоколамский Питирим (Нечаев) и епископ Зарайский Ювеналий (Поярков).
На архиерейском совещании перед Поместным собором Русской православной церкви 1971 года поддержал позицию архиепископа Василия, выступив за тайное голосование на выборах Патриарха и за обсуждение различных кандидатур. Однако большинство архиереев, находясь под давлением властей, не поддержали эти предложения.
18 августа 1972 года в связи с приёмом в Московский Патриархат епископ Иакова (Аккесдейка) и образованием Гаагской епархии был уволен на покой с назначением настоятелем прихода во имя иконы Божией Матери «Скоропослушницы» в Роттердаме и непосредственным подчинением митрополиту Сурожскому Антонию (Блуму), патриаршему экзарху Западной Европы.
2 октября 1975 года в «Русской мысли» за подписью «Наблюдатель» было опубликовано «Свидетельство о Поместном соборе Русской Православной Церкви 1971 г. в Москве» епископа Дионисия, в которой он в основном сосредотачивается на эмоциональной оценке происходящего, выразив таким образом своё возмущение собственной отставкой и поведав обществу о её возможных причинах. Архиепископ Василий (Кривошеин), расценив данный текст как «неприятную вещь», быстро составил отповедь, где, подвергает сомнению ценность опубликованного свидетельства, а отставку епископа Дионисия связывает не с его позицией на соборе, а с непорядками в Голландском викариатстве.
9 ноября 1975 года в Неделю 20-ю по Пятидесятнице торжественно отмечалось 40-летие пребывания епископа Дионисия в Нидерландах, но в это время он уже тяжело болел и 8 марта 1976 года скончался. Отпевание совершил 4 марта архиепископ Брюссельский и Бельгийский Василий (Кривошеин). Похоронен он на старом кладбище в Гааге рядом с могилой своего отца.

## Публикации
- Russische Orthodoxie. — Amsterdam : W. Ten Have, 1947.
- Опять на Родине // Журнал Московской Патриархии. 1954. — № 9. — С. 25-28.
- Радость общения (к посещению Голландии членом Священного Синода Русской Православной Церкви митрополитом Ленинградским и Ладожским Никодимом) // Журнал Московской Патриархии. 1964. — № 7. — С. 57-61.
- Речь при наречении во епископа Роттердамского 19 марта 1966 г. // Журнал Московской Патриархии. 1966. — № 5. — С. 9-10.
- Богослужения Великого поста как путь души христианской через Голгофу к Воскресению // Журнал Московской Патриархии. 1967. — № 4. — С. 51-62.
- Экуменические встречи в Голландии // Журнал Московской Патриархии. 1967. — № 4. — С. 49-50.
- Новый епископ Старокатолической Церкви // Журнал Московской Патриархии. 1968. — № 7. — С. 56.
- Экуменические встречи в Голландии // Журнал Московской Патриархии. 1969. — № 4. — С. 66-67.